# Lovelock

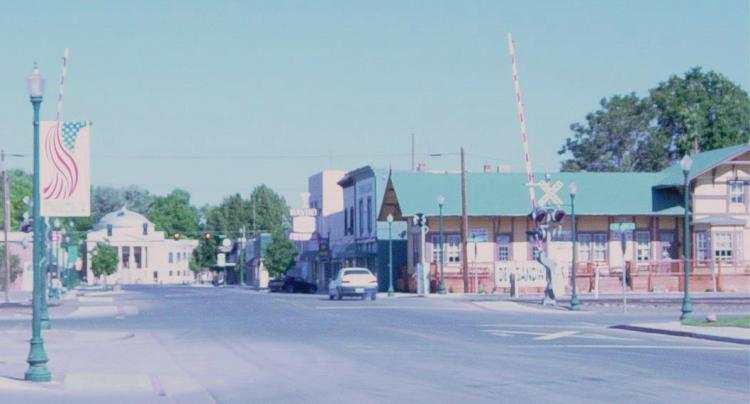
Typowa uliczka w Lovelock

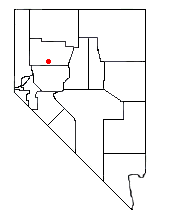
Lokalizacja

Lovelock – miasto w Stanach Zjednoczonych, w stanie Nevada, ośrodek administracyjny hrabstwa Pershing, położone nad rzeką Humboldt. W roku 2013 liczba mieszkańców wyniosła 1987.
Całkowita powierzchnia miasta wynosi 2,3 km² (0,9 mil²).